# Kuteliv, Mîronivka
Kuteliv (în ucraineană Кутелів) este un sat în comuna Kozîn din raionul Mîronivka, regiunea Kiev, Ucraina.

## Demografie
Componența lingvistică a localității Kuteliv
     Ucraineană (100%)
Conform recensământului din 2001, toată populația localității Kuteliv era vorbitoare de ucraineană (100%).